# Saudações
Saudações (vertaling: "wees gegroet") is een muziekalbum dat gewijd is aan de muziek van Egberto Gismonti. Het album dat is uitgegeven door ECM Records (wereldwijd) en Carmo in Brazilië valt in twee albums uiteen: het eerste gewijd aan klassieke muziek, de tweede aan gitaarmuziek.

## Sertões veredas
De klassieke zevendelige suite Sertões veredas is opgenomen gedurende de maand augustus 2006 in Havana door het strijkensemble Camerata Romeu genoemd naar dirigent Zenaida Romeu. Zie verder het hoofdartikel.    

| Nr. | Titel           | Duur |
| --- | --------------- | ---- |
| 1.  | Sertões veredas |      |

## Duetes de violões
Duetes de violões is een serie gitaarduetten in Braziliaanse stijl, maar ook invloeden van etnische muziek zijn hoorbaar. Dit deel dat is opgenomen in april en mei 2007 te Rio de Janeiro is opgenomen met Alexandre Gismonti, zoon van Egberto.

## Musici
- Egberto en Alexandre Gismonti - gitaar

## Muziek
| Nr. | Titel                                           | Duur  |
| --- | ----------------------------------------------- | ----- |
| 1.  | Lundú (Egberto Gismonti)                        | 3:54  |
| 2.  | Mestiço et Caboclo (Egberto Gismonti)           | 13:07 |
| 3.  | Dois violões (Egberto Gismonti)                 | 5:15  |
| 4.  | Palhaço (Egberto Gismonti, Geraldo E. Carneiro) | 6:54  |
| 5.  | Dança dos escravos (Egberto Gismonti)           | 8:16  |
| 6.  | Chora Antõnio (Alexandre Gismonti)              | 6:18  |
| 7.  | Zig zag (Egberto Gismonti)                      | 10:08 |
| 8.  | Carmen (Egberto Gismonti)                       | 4:56  |
| 9.  | Águas et danca (Egberto Gismonti)               | 6:33  |
| 10. | Saudações (Egberto Gismonti, Paulo C. Pineiro)  | 4:32  |